# Визигарда
Визига́рда (лат. Wisigards, фр. Wisigarde; после 512 — после 540) — королева франков по браку с Теодебертом I.

## Биография
Визигарда — старшая дочь короля лангобардов Вахо из династии Летингов и его второй жены Аустригузы, дочери короля гепидов Гелемунда. Её младшей сестрой была Вульдетрада.
В 532 году, перед войной между франками и вестготами, Визигарда была помолвлена с Теодебертом I, сыном короля Австразии Теодориха I. Брак должен был способствовать укреплению союза лангобардов и франков, однако бракосочетание состоялось только в 539 или в 540 году, и то, только лишь под давлением франкской знати, которая не желала, чтобы король Теодеберт I сожительствовал с Деотерией, матерью его сына Теодебальда.
Во время брака Визигарда оказывала влияние на своего мужа: например, защитила приближенного Теодеберта I Астериола, который вступил в конфликт с Секундином, которому король оказывал покровительство.
Вскоре после заключения брака Визигарда умерла, и Теодеберт женился на другой, неизвестной по имени женщине. Предполагается, что обнаруженная в Кёльнском соборе могила времён Меровингов, в которой были погребены знатная женщина и ребёнок, могла быть местом захоронения королевы Визигарды и её малолетнего сына.